# Regesta pontificum romanorum
Il Regesta Pontificum Romanorum è un'opera che raccoglie undicimila documenti del papato emessi dagli inizi della Chiesa cattolica fino al 1198, pubblicata la prima volta a Berlino nel 1851, dallo storico e filologo tedesco Philipp Jaffé.
L'edizione del 1851 è stata riveduta, corretta ed ampliata in due occasioni:
- nel 1885-1888 da S. Loewenfeld, F. Kaltenbrunner e P. Ewald
- recentemente da Klaus Herbers in un'opera di cui, finora, sono usciti i primi tre volumi, che coprono il periodo dagli inizi fino al 1024.

Tra il 1874 e il 1895 uscirono due volumi, editi da August Potthast, con l'edizione del Regesta pontificum romanorum per il periodo compreso tra il 1198 e il 1304, in continuazione dell'opera di Philipp Jaffé.

## Edizioni
- Regesta pontificum romanorum ab condita Ecclesia ad annum post Christum natum MCXCVIII, a cura di Philipp Jaffé, Berlino 1851 (online)
- Regesta pontificum romanorum ab condita Ecclesia ad annum post Christum natum MCXCVIII, di Philipp Jaffé, seconda edizione riveduta e ampliata a cura di S. Loewenfeld, F. Kaltenbrunner e P. Ewald, 2 volumi, Lipsia 1885-1888 (online I volume e II volume)
- Regesta pontificum romanorum, di Philipp Jaffé, terza edizione riveduta e ampliata a cura di Klaus Herbers, 3 volumi, Gottinga 2016-2017